# 宮崎和命
宮崎 和命（みやざき むつみ、1936年3月18日 - 1990年7月22日）は、佐賀県出身の俳優。文学座に所属していた。

## 人物
1963年、文学座附属演劇研究所に入所。1981年に文学座を退団し、地人会を経てフリーとして活動。
1990年7月22日、死去。54歳没。

## 出演作品

### テレビドラマ
- アジアの曙 第1話（1964年、TBS）
- 大河ドラマ（NHK）
  - 太閤記 第42話「本能寺」（1965年） - 明智の士
  - 竜馬がゆく 第16話（1968年） - 中番頭
  - 天と地と 第10話「若竹の章 その六」（1969年） - 岡部六郎
  - 新・平家物語 第48、49話（1972年） - 左大弁経房
  - 勝海舟 第38話「竜馬遭難」（1974年） - 三吉慎蔵
- アイウエオ 第32話（1968年、NHK）
- 渥美清の泣いてたまるか 第75話「東京よいとこ」（1968年、TBS）
- 鞍馬天狗（1969年、NHK）
- 用心棒シリーズ 俺は用心棒 第11話「枇杷の実る宿」（1969年、NET）
- 右門捕物帖（1970年、NTV）
  - 第19話「小雪絵図」
  - 第26話「江戸屋敷の女」
- 天皇の世紀 第1部 第6話「異国」（1971年、ABC） - 佐々倉桐太郎
- 江戸巷談 花の日本橋 第17話「怪盗腕くらべ」、第18話「女泥棒の恋」（1972年、KTV）
- 真夜中の警視 第5話「俺に会いたきゃ口笛を吹きな」（1973年、KTV）
- 木曽街道いそぎ旅 第17話「神流川の夜明け」（1973年、CX） - 児玉の三蔵
- 太陽にほえろ!（NTV）
  - 第88話「息子よ、お前は……」（1974年）
  - 第482話「ラッサ熱」（1982年）
- 俺たちの旅 第8話「男の胸には哀しさがあるのです」（1975年、NTV）
- ザ・カゲスター 第13話「ドクターサタンの世界征服作戦!!」（1976年、NET） - 峰博士
- 俺たちの朝 第11話「喧嘩とやる気と下手な芝居」（1976年、NTV） - 修学院大学演劇研究会第二十一回公演｢水車がとまるとき｣の観客
- NHK特集 / 日本の戦後 第5集「一歩退却二歩前進 二・一ゼネスト前夜」（1977年、NHK）
- 土曜ドラマ / 依頼人（1977年、NHK） - 設備屋
- 土曜ワイド劇場 / 悪夢 恋人たちの25時（1977年、ANB）
- 透明ドリちゃん 第8話「タローとジロー」（1978年、ANB） - 研究員
- 大空港 第52話「シスター刑事 テロリストを撃て!」（1979年、CX）
- 木曜ゴールデンドラマ / 妻の悲劇! 夫はなぜ彼を殺したのか?（1981年、YTV）
- ザ・ハングマン 第41話「パリから来た殺し屋」（1981年、ABC）

### 映画
- エロス+虐殺（1970年、ATG） - 俥屋
- 君が若者なら（1970年、松竹） - 刑事

### 舞台
- 雪国
- 教員室（1985年） - 江口正毅